# Seoba Hrvata iz Pokuplja, Turopolja i Banovine u Banat
Seoba Hrvata iz Pokuplja, Turopolja i Banovine u Banat
Hrvati s teritorija Vojne krajine u Baniji (Hrvatska) iz Turopolja preseljeni su u Srednji Banat početkom 19. stoljeća. Radi se uglavnom o turopoljskom plemstvu koje govori kajkavskim narječjem.
Preseljenje je u svezi s promjenama zapadnih granica Osmanskog Carstva. Linija razgraničenja bila je na rijeci Kupi i ondje su bile mnogobrojne utvrde. Kada je carica Marija Terezija formirala Vojnu krajinu, taj je kraj protivno habsburškoj prisezi hrvatskom plemstvu u Cetinu izuzeto iz banske vlasti, a posjedi tamošnjih plemića u Pokupskom, Turopolju i u Banovini oduzeti su. Tamošnji hrvatski plemići preseljeni su u Banat. Okolnosti koje su omogućile preseljavanje baš u Banat jest pobjeda carske vojske pod zapovjedništvom princa Eugena Savojskog u bitci kod Sente. Stvoreni su preduvjeti za Karlovački mir kojim je Banat pripojen izravno bečkom dvoru. Zagrebačka biskupija dobila je za naknadu za oduzete posjede iz Vojne krajine (u Pokuplju) posjede u Banatu, oblasti Biled i Modoš. Zagrebačka je biskupija kojoj je na čelu bio biskup M. Vrhovac na prijelazu iz 18. u 19. stoljeće preselila je svoje pouzdanike, Hrvate iz tih krajeva u srednji Banat u sela: Boka, Neuzina, Klariju i Keč (danas Rumunjska).
Nove vlasti u Pokuplju i Turopolju dotadašnjim stanovnicima (predijalcima) nisu priznavale plemićka prava na tom prediju, čiji je dotadašnji vlasnik bio zagrebački biskup. Radi očuvanja svojih prava, u dogovoru s biskupom su odlučili se preseliti u Banat. Preseljavanje je počelo za biskupa Tome Galjufa 1788. godine, a proces je nastavio i dovršio biskup Maksimilijan Vrhovac 1801. godine.
Iz svog starog zavičaja doseljeni su Hrvati donijeli i kulturu gajenja vinove loze. Zbog toga su svoju crkvu u Hrvatskoj Klariji posvetili svecu zaštitniku vinograda, vinograda i bačvara.